# Juvenile Hell
Albums de Mobb Deep
The Infamous
(1995)
Singles
1. Peer Pressure
Sortie : 28 septembre 1992
2. Hit It from the Back
Sortie : 9 mars 1993

Juvenile Hell est le premier album studio de Mobb Deep, sorti le 13 avril 1993.
Sorti chez 4th & Broadway, Juvenile Hell est loin d'avoir connu le succès, probablement en raison d'un manque de moyens du label pour promouvoir l'album des deux jeunes rappeurs, âgés à l'époque de 19 ans. Selon Havoc, l'un des deux membres du groupe, l'album se serait écoulé à seulement 40 000 exemplaires à sa sortie.

## Liste des titres
| No  | Titre                                                         | Contient un (des) sample(s) de                                                    | Durée |
| --- | ------------------------------------------------------------- | --------------------------------------------------------------------------------- | ----- |
| 1.  | Intro (Produit par Mobb Deep)                                 | Lovely Is Today d'Eddie Harris                                                    | 0:47  |
| 2.  | Me and My Crew (Produit par Dale Hogan et Keith Spencer)      | Bitches Brew de Miles Davis It's a New Day des Skull Snaps                        | 4:46  |
| 3.  | Locked in Spofford (Produit par Kerwin Young et Paul Shabazz) | Papa Was Too de Joe Tex I'm Gonna Love You Just a Little More Baby de Barry White | 3:51  |
| 4.  | Peer Pressure (DJ Premier Remix) (Produit par DJ Premier)     | Blacks and Blues de Bobbi Humphrey                                                | 4:15  |
| 5.  | Skit #1 (Produit par Mobb Deep)                               | Impeach the President des Honey Drippers                                          | 0:19  |
| 6.  | Hold Down the Fort (Produit par Mobb Deep)                    |                                                                                   | 4:07  |
| 7.  | Bitch-Ass Nigga (Produit par Kerwin Young et Paul Shabazz)    |                                                                                   | 3:24  |
| 8.  | Hit It from the Back (Produit par Prodigy et Method Max)      | You Can Make It if You Try de Sly and the Family Stone                            | 4:14  |
| 9.  | Skit #2 (Produit par Mobb Deep)                               |                                                                                   | 0:44  |
| 10. | Stomp ’Em Out (featuring Big Noyd – Produit par Prodigy)      | UFO d'ESG                                                                         | 3:34  |
| 11. | Skit #3 (Produit par Mobb Deep)                               |                                                                                   | 0:15  |
| 12. | Peer Pressure (Produit par Large Professor)                   | High Snobriety de Babygravy                                                       | 4:13  |
| 13. | Project Hallways (Produit par Kerwin Young et Paul Shabazz)   |                                                                                   | 4:11  |
| 14. | Flavor for the Non-Believes (Produit par Kerwin Young)        | 9 'Til 5 des Meters How Many Licks? de Tootsie Pops                               | 3:57  |